# Kaschmir-Zypresse
Die Kaschmir-Zypresse (Cupressus cashmeriana) ist eine Pflanzenart aus der Familie der Zypressengewächse (Cupressaceae). Sie ist in Bhutan heimisch. Die Existenz von Vorkommen in Nordost-Indien ist umstritten.

## Beschreibung

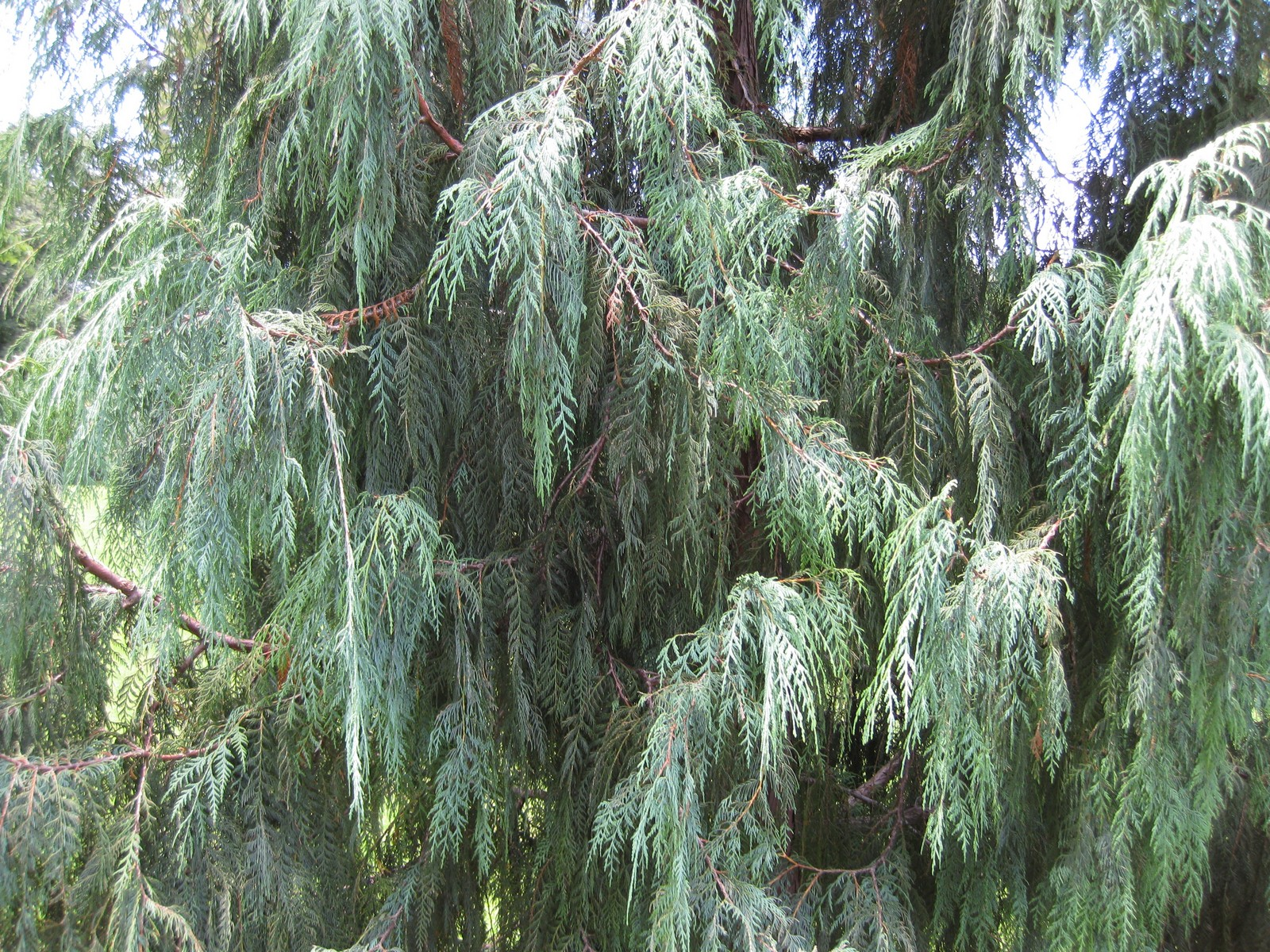
Zweige mit Schuppenblättern

Die Kaschmir-Zypresse wächst als mittelgroßer bis großer, immergrüner Baum, der in Ausnahmefällen Wuchshöhen von über 60 Meter erreichen kann. Sie bildet eine konische bis annähernd pyramidenförmige Krone aus. Diese besteht aus aufsteigenden Ästen und hängenden Zweigen. Die älteren, rötlich-braunen Zweige tragen oft nach drei oder vier Jahren keine Blätter mehr. Der Stammdurchmesser erreicht bis über 2 Meter.
Die schuppenartigen Blätter sind meist blaugrün gefärbt. Diese Färbung kann jedoch auch mit anderen Farben vermischt sein. Die abstehenden Blattspitzen sind stumpf.
Die Zapfen sind bei einem Durchmesser von rund 12 Millimetern rundlich geformt. Anfangs sind sie blassgrün und haben eine bläuliche Bereifung. Zur Reife hin verfärben sie sich dunkelbraun. Sie bestehen aus zehn Zapfenschuppen von denen jede zehn geflügelte Samenkörner trägt.

## Verbreitung
Das natürliche Verbreitungsgebiet der Kaschmir-Zypresse umfasst Bhutan. Ob in den angrenzenden indischen Bundesstaaten Arunachal Pradesh und Sikkim auch Vorkommen existieren, ist umstritten. Weiters wurde die Art in Tibet eingeführt.

## Systematik
Die Erstbeschreibung als Cupressus cashmeriana erfolgte 1867 durch John Forbes Royle und Élie-Abel Carrière in Traité général des conifères, 161. Sie wurde früher als eine jugendliche Form der Himalaya-Zypresse (Cupressus torulosa) oder als eine Varietät der Tränen-Zypresse (Cupressus funebris) angesehen. Ein Weiteres Synonym für Cupressus cashmeriana Royle ex Carrière ist Juniperus tortulosa Griffith.
Die Art wird in zwei Unterarten unterteilt:
- Cupressus cashmeriana subsp. cashmeriana
- Cupressus cashmeriana subsp. himalaica (Silba) Silba. Ein Synonym ist Cupressus himalaica Silba.

## Gefährdung und Schutz
Die Kaschmir-Zypresse wird in der Roten Liste der IUCN als „gefährdet“ geführt. Es wird jedoch darauf hingewiesen, dass eine erneute Überprüfung der Gefährdung notwendig ist.